# 教宗伊琪
聖伊琪（拉丁語：Sanctus Hyginus PP.，？—142年或149年）於138年－142年或149年出任教宗。他在位期間決定了聖職人員不同特權，也規定了教會內的階層。伊琪規定教父母制，在新生兒受洗後幫助他們教會方面的成長。他也宣告說所有的教堂都是神聖的。 他在馬爾庫斯·奧列里烏斯的迫害下成為殉道者。
聖日於1月11日。

## 譯名列表
- 伊琪：香港天主教教區檔案　歷任教宗作伊琪。